# 崔前卫
崔前卫（朝鲜语： Choe Jeonwi，1993年6月29日—），朝鲜男子举重运动员，他曾获得2018年亚洲运动会男子77公斤级金牌、2019年亚洲举重锦标赛男子81公斤级银牌。他也曾担任2016年夏季奥林匹克运动会朝鲜代表团开幕式旗手。